# Caradrina culoti
Caradrina culoti är en fjärilsart som beskrevs av Turati 1913. Caradrina culoti ingår i släktet Caradrina och familjen nattflyn. Inga underarter finns listade i Catalogue of Life.